# 卡纳昂
卡纳昂是巴西米纳斯吉拉斯州的一个市镇。总面积175.066平方公里，总人口4668人，人口密度26.7人/平方公里。